# Ferrari Lampredi (двигун)
Двигуни Ferrari Lampredi — сімейство карбюраторних двигунів внутрішнього згоряння без наддування з конфігурацією V12 та розвалом циліндрів на 60° а також рядні механічно схожі I4 та I6 для перегонових автомобілів, що вироблялись компанією Ferrari у 1950—1959 роках. Розробником конструкції цих двигунів був італійський інженер-авіаконструктор Ауреліо Лампреді.
Ауреліо Лампреді залучили до конструювання перегонових автомобільних двигунів для Scuderia Ferrari, щоб перестрахуватись при участі компанії у перегонах, створивши серію двигунів, альтернативну до малооб'ємних Colombo V12 із нагнітанням повітря, розробки Джоаккіно Коломбо. Варіанти конструкції двигунів Lampredi були використані командою Scuderia Ferrari у серії світових чемпіонатів протягом 1950-х років. Усі вони були згодом були відкинуті через зміну вимог організаторів змагань до об'єму двигуна, однак їх наступники Dino V6 і V8, що прийшли на заміну «четвіркам» та «шісткам» а також модернізованим старішим Colombo V12 стали продовженням цього видатного двигуна компанії.

## Двигун V12

### Ferrari 275
Після незначних здобутків у Формулі-1 з двигуном Ferrari Colombo V12, Scuderia Ferrari вирішила перейти на двигуни з атмосферним наддуванням. Завдання створити новий V12 для Формули-1 випало на плечі Ауреліо Лампреді, який спочатку розробив 3,3 л (3322 см³) двигун, з відстанню між осями циліндрів 108 мм, для 275 S і Ferrari 275 F1. Двигун з конфігурацією SOHC і двома клапанами на циліндр дебютував на Ferrari 275 S, як тестовому стенді, з трьома карбюраторами «Weber» 40DCF і видавав 266 к. с. (199 кВт) та невдовзі модернізований карбюраторами Weber 42DCF для застосування у Формулі-1 і розвинув потужність 296 к. с. (221 кВт).
Застосування:
- 72х68 мм[5]
  - 1950 Ferrari 275 S[en]
  - 1950 Ferrari 275 F1[en]

### Ferrari 340

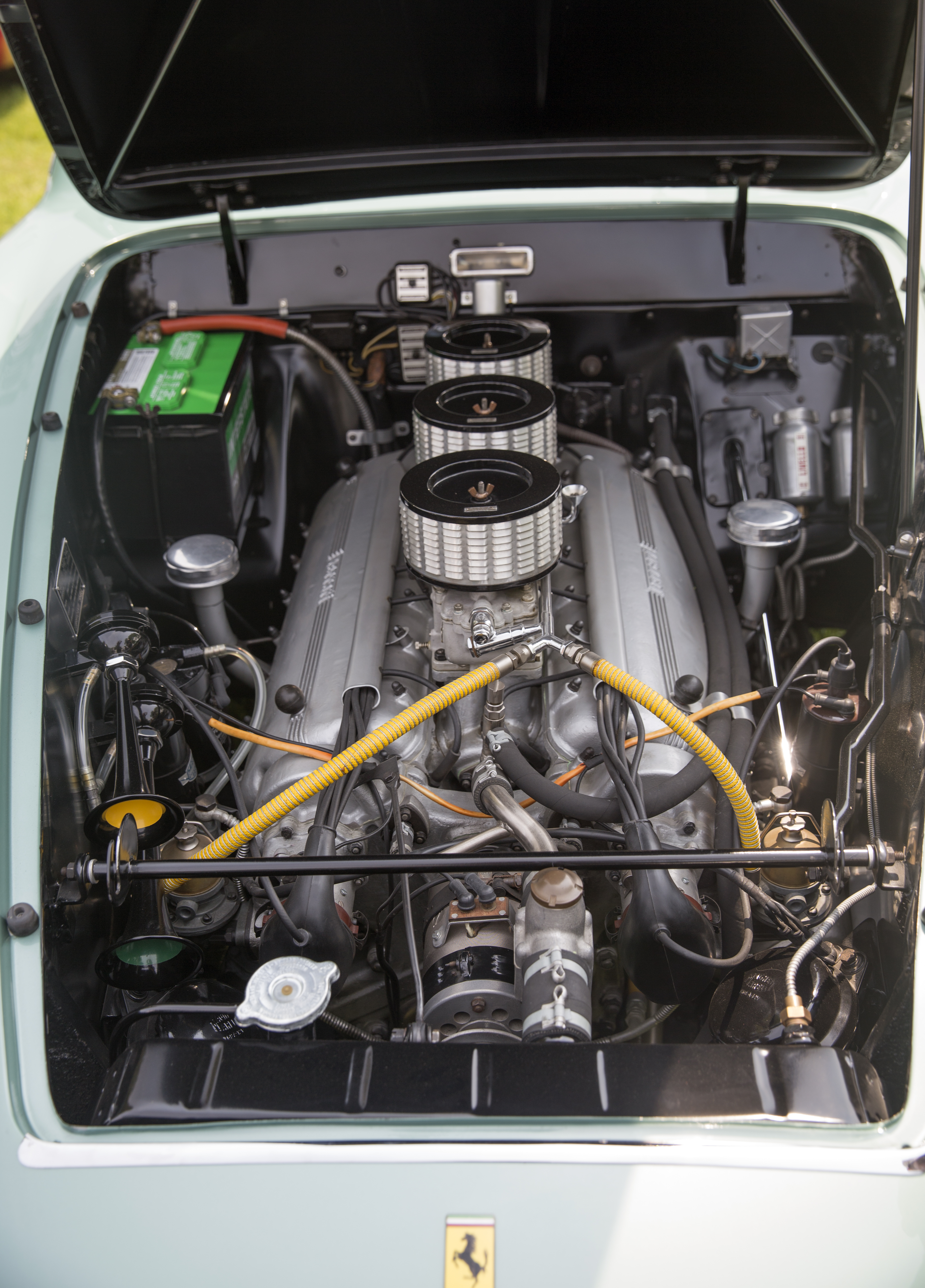
Lampredi V12 на Ferrari 342 America

Будучи не в змозі зрівнятися з характеристиками Alfetta 158, Лампреді збільшив робочий об'єм до 4.1 л (4101см³) для автомобіля 340 F1. Вихідна потужність зросла до 330 к. с. (246 кВт); але одномісний автомобіль використовувався лише у перегонах поза чемпіонатами і дуже скоро був замінений компанією на авто із двигуном ще більшого об'єму. Як і у випадку при Джоакіно Коломбо, двигуни Лампреді також знайшли свій шлях до дорожніх автомобілів. У 1950 році 340 America і згодом 340 Mexico/MM були першими автомобілями з великим двигуном потужністю 217—276 к.с. (162—206 кВт). Усі дорожні автомобілі GT використовували традиційну схему системи мащення з мокрим картером, за винятком 340 America, двигун якого базувався безпосередньо на двигуні 340 F1 із сухим картером.
Застосування:
- 80×68 мм
  - 1950 Ferrari 340 F1[en]
  - 1950 Ferrari 340 America
  - 1951 Ferrari 342 America
  - 1952 Ferrari 340 Mexico[en]
  - 1953 Ferrari 340 MM[en]

### Ferrari 375
У тому ж 1950-му році був урочисто представлений наступний двигун для F1, розроблений Лампреді. Тепер із двигуном об'ємом 4,5 л (4493 см³) та потужністю 345 к. с. (257 кВт), встановленому на боліді 375 F1, Ferrari остаточно спромоглася перемогти Alfa Romeo, на Гран-прі Великої Британії (1951) у Сільверстоуні. У сезоні 1952 було модифіковано 375 F1 для перегонів Індіанаполіс 500. Діаметр циліндрів було зменшено на 1 мм (до 79 мм), що забезпечувало робочий об'єм до 4.4 л (4382 см³). Новий карбюратор Weber 40IF4C підняв потужність на виході до вражаючих 375 к. с. (279 кВт). В усіх двигунах Lampredi V12 для Формули-1 використовувалась система мащення із сухим картером. Це сімейство двигунів залишилося єдиним серед Ferrari V12, яке ніколи не оновлювалося до конфігурації з чотирма розподільними валами. У 1953 році Lampredi V12, встановлений на 375 MM мав збільшений до 4,5 л (4522см³) об'єм і потужність 335 к. с. (250 кВт). Його версія також встановлювалась на 375 America. Заводські 375 ММ отримали двигуни прямо з Формули-1 з робочим об'ємом 4493 см³.
Застосування:
- 80×74,5 мм
  - 1950 Ferrari 375 F1[en]
  - 1953 Ferrari 375 MM[11]
- 79×74,5 мм
  - 1952 Ferrari 375 Indianapolis[en]
- 84×68 мм
  - 1953 Ferrari 375 MM
  - 1953 Ferrari 375 America

### Ferrari 250
Двигуни Lampredi перейшли на спортивні автомобілі 250 з версії 250 Europa 1953 року. На відміну від попередніх двигунів із розмірами 80х68 мм, у 250-ій моделі використовувались двигуни 68×68 мм з об'ємом 3,0 л (2963 см³). Вихідна потужність становила 197 к. с. (147 кВт) при 6300 об/хв.

### Ferrari 375 Plus & 410

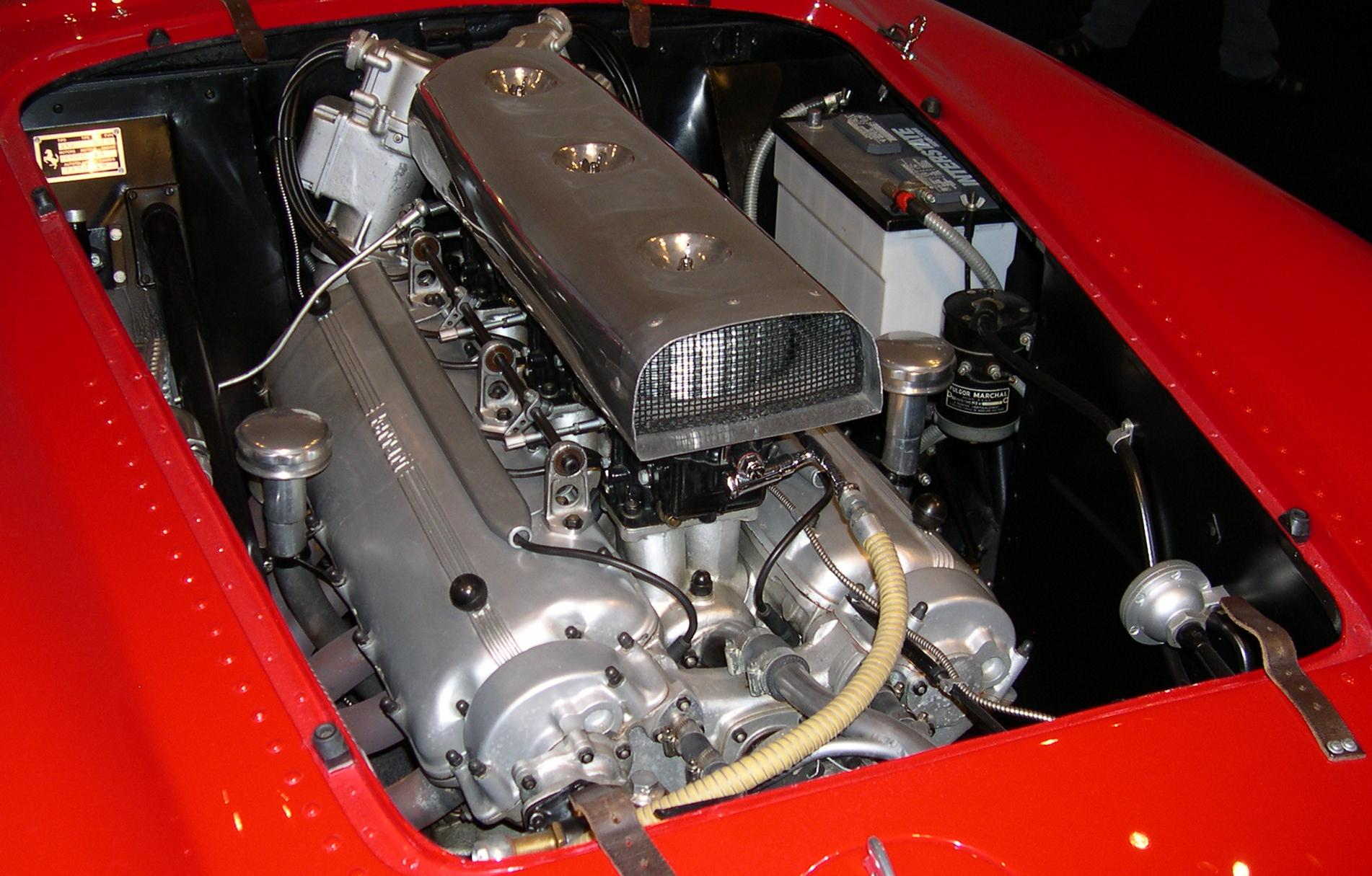
5,0-літровий Lampredi V12 на Ferrari 375 Plus

Передостанній виток еволюції двигуна Lampredi V12 відбувся у 1954 році на 375 Plus. Цей уже майже 5-літровий (4954 см³) двигун маючи хід поршня 74,5 мм, як і у 375 F1, розвивав потужність 325 к. с. (243 кВт) при 6000 об/хв. Це покращення сприяло перемогам на перегонах у Ле-Мані та Каррера Панамерікана того ж року. На відміну від пізніх модифікацій 375 Plus та 410 S, усі ранні спортивні V12 мали традиційну систему мащення з мокрим картером. Усі двигуни Lampredi V12 мали хід поршня 68 мм, за виключенням 375 F1 і двигуна 375 Plus збільшеного об'єму.
Великий двигун модифікації America був виготовлений із ще більшим об'ємом для боліда 1955 410 Superamerica. Тепер з 88 мм у діаметрі та стандартним ходом поршня у 68 мм він мав об'єм 5 л (4962 см³) й видавав потужність 250—265 к. с. (335—355 кВт) залежно від налаштувань карбюраторів. Такий же двигун ставився і на 410 S, останній спортивний перегоновий автомобіль з двигуном Lampredi V12, але з модернізацією до чотирьох котушок запалювання і двох свічок запалювання на циліндр та досягненням максимальної потужності 375 к. с. (279 кВт).
Застосування:
- 84×74,5 мм
  - 1954 Ferrari 375 Plus
- 88×68 мм
  - 1955 Ferrari 410 S[en]
  - 1955 Ferrari 410 Superamerica

## Чотирициліндровий рядний двигун (Inline-4)

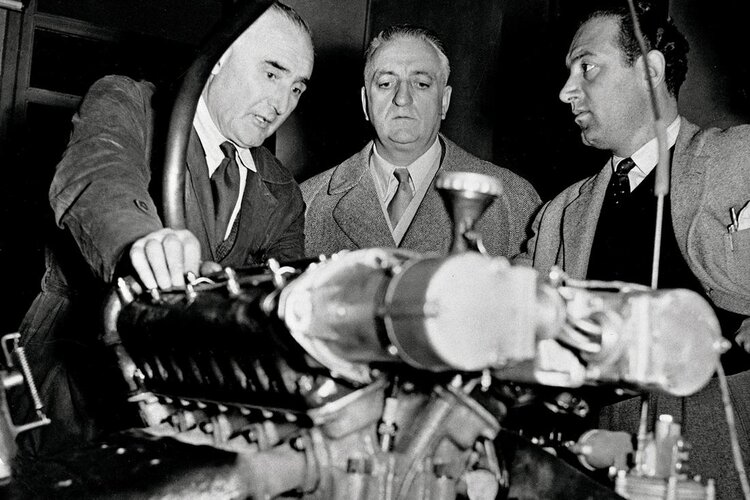
Ауреліо Лампреді (праворуч), Енцо Феррарі (по центру) і Луїджі Баці (ліворуч) біля Lampredi inline-4

Лампреді спроектував рядний чотирициліндровий двигун для Формули-2. Згодом силовий агрегат знайшов застосування для автомобілів Формули-1 й перегонових спортивних автомобілів 1950-х років. Оригінальний 2,0-літровий двигун 1951 року виявився найдовговічнішим та використовувався у різних автомобілях до 1957 року. Усі чотирициліндрові двигуни Lampredi мали систему мащення із сухим картером.

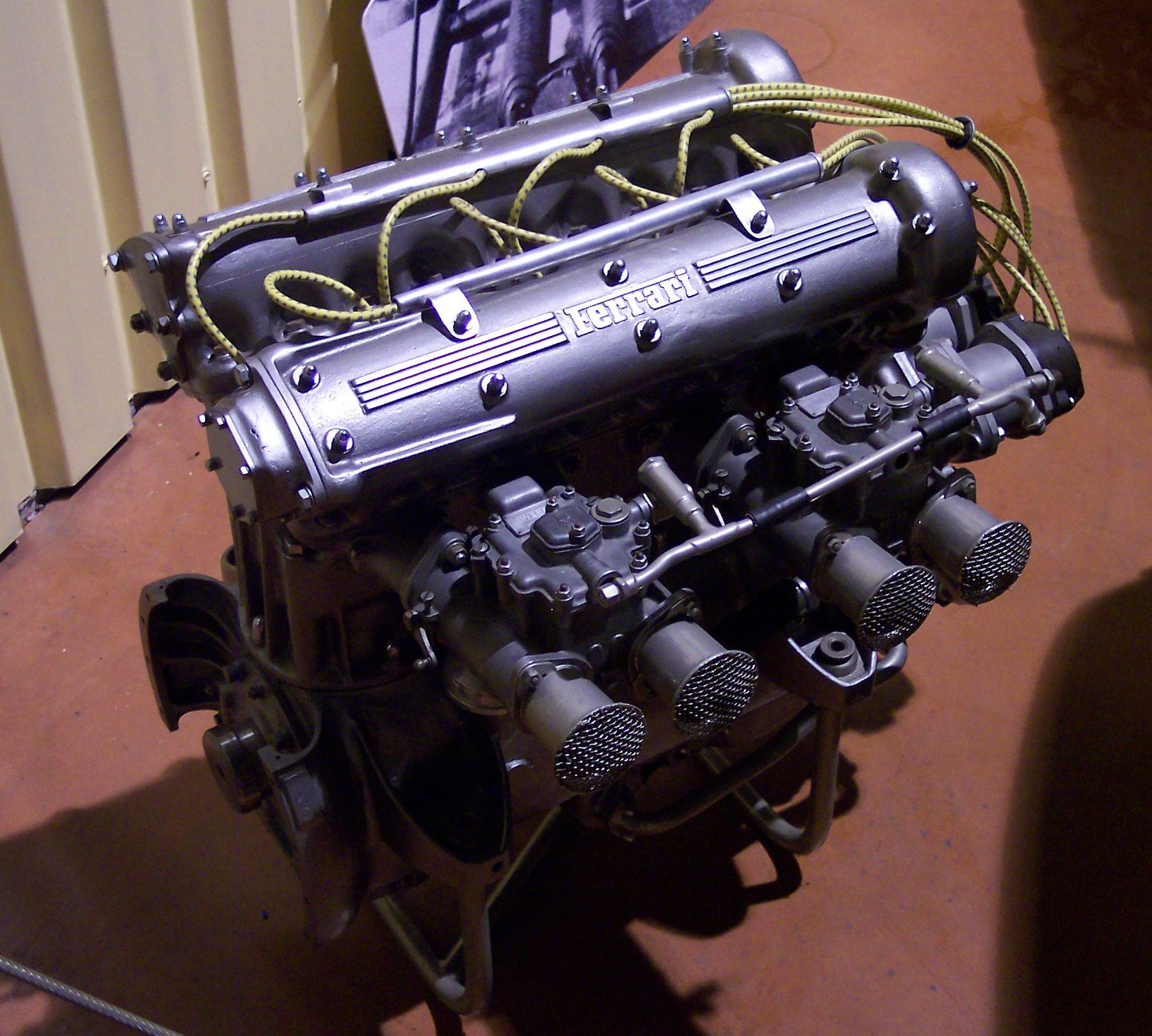
Ferrari Lampredi чотирициліндровий двигун

### Ferrari 500
Перший варіант чотирициліндрового двигуна на Ferrari 500 мав робочий об'єм 2,0 л (1984,86см³) з діаметром циліндрів 90 мм й ходом поршня 78 мм. З'явившись у 1951 році на Ferrari 500 F2, що брав участь у Формулі-2, цей двигун став другим розробленим чотирициліндровим агрегатом, який команда Ferrari використовувала у перегонах. Двигун з блоком циліндрів і головкою блоку, виготовленими з алюмінієвого сплаву видавав потужність 163 к. с. (121 кВт) з двома карбюраторами Weber 45DOE, яка зросла у 1953 році до 182 к. с. (136 кВт) після заміни карбюраторів на Weber 50DCO. Прем'єра двигуна відбулася на Гран-прі Італії 23 вересня 1951 року і була відзначена перемогою Альберто Аскарі.
Зовсім інший чотирициліндровий дволітровий двигун з'явився у 1953 році на 553 F2. Цього разу діаметр циліндрів був 93 мм при ході поршня 73,5 мм, що забезпечувало робочий об'єм 1997,12 см³. Два карбюратори Weber 50DCOA3 дозволяли виробляти потужність на виході 178 к. с. (132 кВт).
Оригінальний двигун 1951 року, 2.0 л (1985 см³), створений для Формули-2 було відроджено для участі у Світовому чемпіонаті спортивних автомобілів у 1953 на 500 Mondial. З нижчим ступенем стиску і двома карбюраторами Weber 45DCOA/3, він мав потужність 168 к. с. (125 кВт). Цей же двигун, але потужністю 178 к. с. (132 кВт), ставився на відому 500 TR. Колір головки блока циліндрів дав назву автомобілю, першому TR або «Testa Rossa» («червона голова»). Інший автомобіль TR з цим двигуном, 500 TRC 1957 року, був випущений відповідно до нових правил C-секції Міжнародного спортивного кодексу. На цій моделі змагалися лише клієнти компанії.
Застосування:
- 90×78 мм (496,215 см³ на циліндр)
  - 1951–1953 Ferrari 500 F2
  - 1953 Ferrari 500 Mondial[en]
  - 1956 Ferrari 500 TR[en]
  - 1957 Ferrari 500 TRC[en]
- 93×73,5 мм (499,28 см³ на циліндр)
  - 1953 Ferrari 553 F2[en]

### Ferrari 625
Ferrari 625 F1 став першим автомобілем Ferrari для Формули-1 з чотирициліндровим рядним двигуном. Діаметр 94 мм і хід 90 мм поршня забезпечили робочий об'єм 2,5 л (2498,32 см³). Вихідна потужність становила 207—227 к.с. (154—169 кВт). На початку чемпіонату перевагу було віддано модифікації 500 F2, що мала двигун меншого об'єму. Перше випробування двигуна відбулося 2 вересня 1951 року в Барі.
Автомобіль 625 F1 було перероблено в кінці 1953 і з 1954 року отримав назву Ferrari 553 F1. Двигун мав діаметр і довжину ходу поршня 100х79,5 мм, при робочому об'ємі 2497,56 см³. Ступінь стиску становив від 12:1 до 13:1. Було використано два карбюратори Weber 50DCOA/3. Силовий агрегат видавав потужність 256 к. с. (191 кВт). Двигун з такою ж специфікацією знову з'явився у 1955 році на 555 F1.
Першим застосуванням чотирициліндрового двигуна Lampredi за межами Формули-1 і Формули-2 був такий самий агрегат об'ємом 2,5 л (2498,32 см³) у 1953 році на 625 TF. Двигун видавав потужність 217 к. с. (162 кВт) з двома карбюраторами Weber 50DCO4. Хоча автомобіль був позначений як TF, він ніколи не брав участь у перегонах у перегонах Targa Florio. Після трагедії в Ле-Мані 2,5 літровий I4 було відроджено для автомобіля 625 LM 1956 року. З іншими карбюраторами, двома Weber 42DCOA/3, вихідна потужність становила 217 к. с. (162 кВт), якої хватило для здобуття третього місця у Ле-Мані.

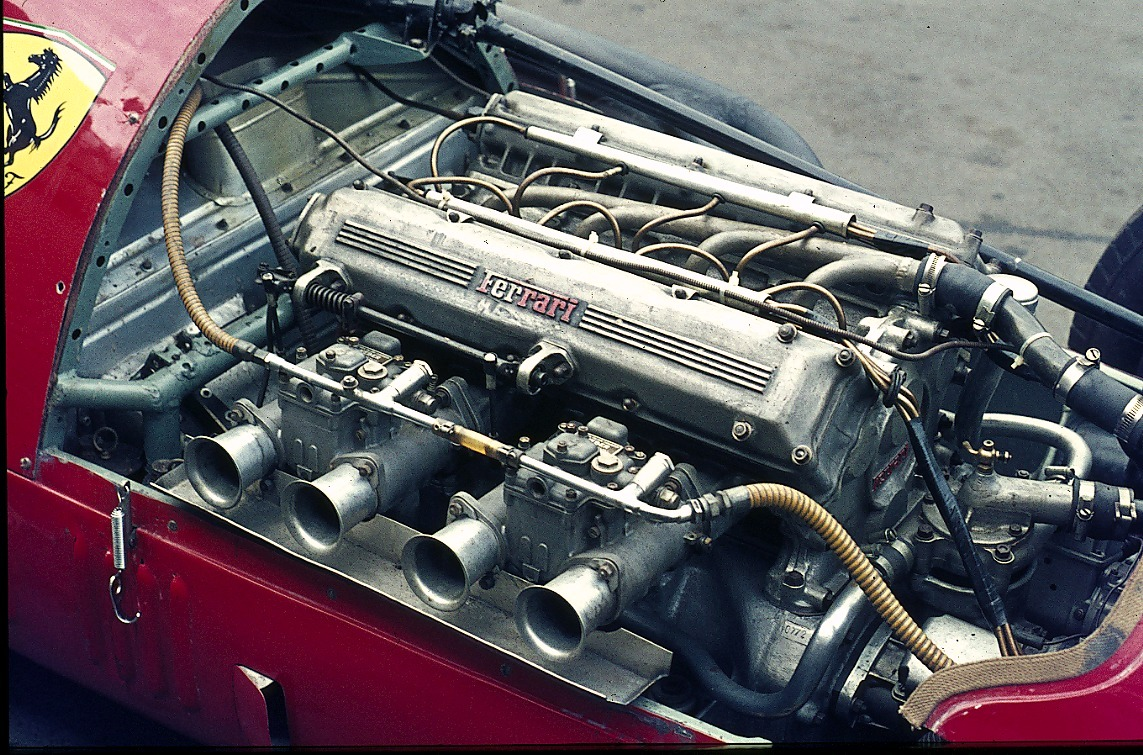
«Squalo», 2,5-літровий двигун

Застосування:
- 100×79,5 мм (624,39 см³)
  - 1954 Ferrari 553 F1[en]
  - 1955 Ferrari 555 F1[en]
- 94×90 мм, 624,58 см³
  - 1951 Ferrari 625 F1
  - 1953 Ferrari 625 TF
  - 1956 Ferrari 625 LM
  - 1957 Ferrari 625 TRC

### Ferrari 735
Версія з великим діаметром циліндра була впроваджена у 1953 на 735 S. Робочий об'єм становив 2.9 л (2941,66 см³) при діаметрі циліндрів 102 мм та ході поршня 90 мм. Вихідна потужність становила 222 к. с. (165 кВт) з двома карбюраторами Weber 50DCOA.

### Ferrari 750
У 1954 році діаметр отворів циліндрів рядної «четвірки» Lampredi було збільшено до 103 мм для агрегату об'ємом 3,0 л (2999,62 см³), який встановлювався на 750 Monza. Двигун був продовженням розвитку агрегату Tipo 555 I4. Подвійний карбюратор Weber 58DCOA/3 забезпечував потужність 256 к. с. (191 кВт).

### Ferrari 857 & 860
У 1955 році, двигун Tipo 129 дебютував на 857 S. Діаметр циліндра залишився той же 102 мм як і у Tipo 735, але хід поршня тепер був 105 мм, що забезпечувало робочий об'єм 3,4 л (3432 см³) На перегонах Targa Florio 1955 року, 857 S з Еудженіо Кастеллотті за кермом посів третє місце в загальному заліку. Такий самий тип двигуна як у 857 S, був згодом використаний у 1956 році на 860 Monza з двома карбюраторами Weber 58DCOA/3 і потужністю 276 к. с. (206 кВт). Автомобілі посіли перше та друге місця на перегонах 12 годин Себрінга і прийшли другим та третім на Mille Miglia того ж року.
Застосування:
- 102×105 мм
  - 1955 Ferrari 857 S[en]
  - 1956 Ferrari 860 Monza[en]

## Шестициліндровий рядний двигун (Inline-6)

### Ferrari 306 S
У 1954 році компанія Ferrari виготовила свій перший шестициліндровий рядний двигун (inline-6). Ауреліо Лампреді спроектував прототип двигуна Tipo 114 (2977,28 см³) для експериментального спортивного автомобіля 306 S, що ніколи не брав участі у змаганнях. Внутрішні розміри були ідентичними до розмірів двигуна 500 Mondial.

### Ferrari 376 S
Більший за об'ємом Tipo 118 (3747,48 см³) було встановлено на спортивному автомобілі 376 S, створеному на базі шасі 306 S у 1955 році (також відомий як 118 LM), який проіснував недовго. Там було використано той самий діаметр циліндрів 94 мм і хід 90 мм і як в оригінального двигуна Lampredi 625 F1 (inline-4) та видавав він 276 к. с. (206 кВт) при 6200 об/хв з трьома карбюраторами Weber 58DCOA/3.

### Ferrari 735 LM

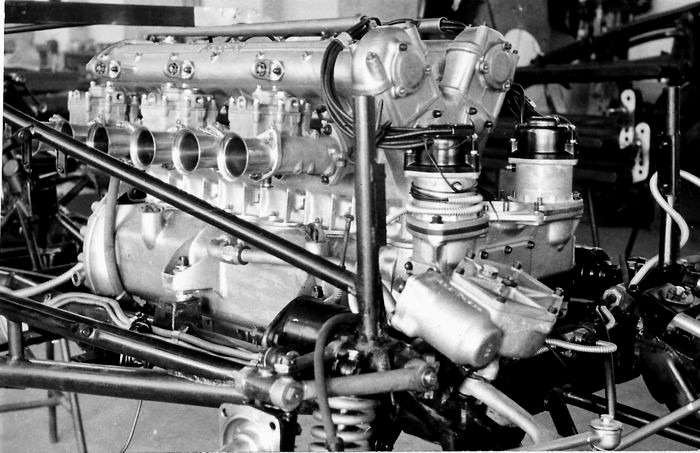
Двигун Lampredi Tipo 121 I6

Згодом того ж року 735 LM (також відомий як 121 LM або 446 S) було створено для перегонів 24 години Ле-Мана 1955 року, цю назву отримав через робочий об'єм його одного циліндра, такого ж, як і на двигуні 735 S, з якого було взято його розміри. Лампреді збільшив діаметр циліндра 376 S до 102 мм для двигуна 735 LM Tipo 121. Робочий об'єм його становив 4412,49 см³. При трьох карбюраторах Weber 50DCOA/3 вихідна потужність піднялася до 325 к. с. (243 кВт) при 5800 об/хв. При цій потужності, автомобіль 735 LM на прямій Мульсанн у Ле-Мані досягнув швидкості 282 км/год. В обох двигунах була система мащення із сухим картером.

## Inline-2 прототип
Енцо Феррарі і Ауреліо Лампреді були зацікавлені у створенні максимально надійних двигунів для перегонів. У 1955 році, побачивши успіх рядних 4-циліндрових двигунів Lampredi, вони розглянули можливість розроблення рядного двоциліндрового двигуна (Inline-2) для найповільніших, звивистих гоночних трас. Лампреді створив прототип Tipo 116 з чотирма клапанами на циліндр і об'ємом 2,5 л (2493 см³). Діаметр циліндра і хід поршня становили відповідно 118 мм на 114 мм. Проект, відповідно до правил найменування, отримав кодову назву 252 F1. Двигун видавав потужність 173 к. с. (129 кВт) при 4800 об/хв на тестовому стенді, але через значний дисбаланс його колінчастий вал зазнав руйнування. Невдовзі проект було закрито на користь звичніших чотирициліндрових двигунів.